# Фінчевець
46°06′ пн. ш. 16°25′ сх. д. / 46.10° пн. ш. 16.42° сх. д.
Фінчевець (хорв. Finčevec) — населений пункт у Хорватії, в Копривницько-Крижевецькій жупанії у складі громади Светі-Петар-Ореховець.

## Населення
Населення за даними перепису 2011 року становило 91 осіб.
Динаміка чисельності населення поселення: